# Desetiúhelníkové číslo
Desetiúhelníková čísla jsou figurální čísla odpovídající desetiúhelníku. Nté desetiúhelníkové číslo je počet stejně velkých „bodů“, ze kterých lze sestavit pravidelný desetiúhelník.
Vzorec pro nté desetiúhelníkové číslo je:
{\displaystyle D_{n}=4n^{2}-3n.} nebo

{\displaystyle D_{n}=n^{2}+3(n^{2}-n)}.
Několik prvních desetiúhelníkových čísel:
1, 10, 27, 52, 85, 126, 175, 232, 297, 370, 451, 540, 637, 742, 855, 976, 1105, 1242, 1387, 1540, 1701, 1870, 2047, 2232, 2425, 2626, 2835, 3052, 3277, 3510, 3751, 4000, 4257, 4522, 4795, 5076, 5365, 5662, 5967, 6280, 6601, 6930, 7267, 7612, 7965, 8326 (Posloupnost A001107 v databázi On-Line Encyclopedia of Integer Sequences).
Střídají se lichá a sudá trojúhelníková čísla.